# Карст, Михаэль
Михаэль Карст (нем. Michael Karst; род. 28 января 1952, Мангейм, Вюртемберг-Баден) — западногреманский легкоатлет, специалист по бегу на средние дистанции, кроссу и стипльчезу. Выступал за сборную ФРГ по лёгкой атлетике в 1970-х годах, чемпион Универсиады в Софии, победитель Кубков мира и Европы, обладатель бронзовой медали чемпионата Европы, бывший рекордсмен Европы в беге на 3000 метров с препятствиями, многократный победитель и призёр первенств национального значения, участник летних Олимпийских игр в Монреале.

## Биография
Михаэль Карст родился 28 января 1952 года в Мангейме, ФРГ.
Будучи студентом, в 1973 году представлял ФРГ на Универсиаде в Москве, откуда привёз награду серебряного достоинства, выигранную в беге на 3000 метров с препятствиями.
В 1974 году впервые стал чемпионом страны в стипльчезе, взял бронзу на чемпионате Европы в Риме, тогда как на соревнованиях в Хельсинки повторил принадлежавший шведу Андерсу Гёрдеруду рекорд Европы — 8:18.4. Помимо этого, выступал в беге по пересечённой местности, в частности занял 22-е место на кроссовом чемпионате мира в Монце.
В 1975 году показал 23-й результат на чемпионате мира по кроссу в Рабате. В беге на 3000 метров с препятствиями выиграл серебряную медаль на Универсиаде в Риме, превзошёл всех соперников на Кубке Европы в Ницце.
На кроссовом чемпионате мира 1976 года в Чепстоу финишировал на 29-й позиции. Благодаря череде удачных выступлений удостоился права защищать честь страны на летних Олимпийских играх в Монреале — в финале стипльчеза показал результат 8:20.14, расположившись в итоговом протоколе на пятой строке.
В 1977 году был пятым в беге на 3000 метров на чемпионате Европы в помещении в Сан-Себастьяне. Занял 19-е место на домашнем чемпионате мира по кроссу в Дюссельдорфе. В стипльчезе одержал победу на Универсиаде в Софии, на Кубке Европы в Хельсинки и на Кубке мира в Дюссельдорфе. При этом на турнире DN Galan в Стокгольме установил личный рекорд — 8:14.05.
В 1978 году показал 41-й результат на кроссовом чемпионате мира в Глазго, финишировал четвёртым на чемпионате Европы в Праге.
В 1979 году занял 34-е место на чемпионате мира по кроссу в Лимерике, был четвёртым на Универсиаде в Мехико, вторым на Кубке Европы в Турине.
На кроссовом чемпионате мира 1980 года в Париже показал 34-й результат. Рассматривался в качестве кандидата на участие в Олимпийских играх в Москве, однако ФРГ по политическим причинам поддержала инициированный США бойкот этих Игр. В связи с этим Михаэль Карст завершил спортивную карьеру.
По образованию — управляющий проектами в сфере информационных технологий. После ухода из лёгкой атлетики увлёкся спортивными танцами, вместе со своей женой Сьюзи выступал на полупрофессиональном уровне, неоднократно становился чемпионом Саара в классическом и латиноамериканском танце. Некоторое время занимал должность вице-президента Национальной ассоциации танцев в Сааре.